# Homoneura didyma
Homoneura didyma är en tvåvingeart som beskrevs av Yang 2003. Homoneura didyma ingår i släktet Homoneura och familjen lövflugor. Inga underarter finns listade i Catalogue of Life.